# Campionati mondiali di biathlon 2013 - Staffetta 4x6 km femminile
La staffetta 4x6 km femminile dei Campionati mondiali di biathlon 2013 si è svolta il 15 febbraio 2013; la gara è partita alle 17:15 (UTC+1). Hanno partecipato 25 nazioni.

## Risultati
| Pos.    | #  | Nazione                                                                               | Tempo                                     | Errori (P+S)                            | Distacco |
| ------- | -- | ------------------------------------------------------------------------------------- | ----------------------------------------- | --------------------------------------- | -------- |
| Oro     | 1  | Norvegia Hilde Fenne Ann Kristin Flatland Synnøve Solemdal Tora Berger                | 1h08'11"0 17'18"1 17'29"1 16'53"5 16'30"3 | 0+2 1+7 0+2 1+3 0+0 0+2 0+0 0+1         |          |
| Argento | 4  | Ucraina Julija Džyma Vita Semerenko Valentyna Semerenko Olena Pidhrušna               | 1h08'18"0 16'49"5 17'03"3 17'12"6         | 0+3 0+2 0+0 0+1 0+2 0+0 0+1 0+0 0+0 0+1 | +7"0     |
| Bronzo  | 7  | Italia Dorothea Wierer Nicole Gontier Michela Ponza Karin Oberhofer                   | 1h08'22"6 16'30"8 17'07"7 17'48"5 16'55"6 | 0+2 0+2 0+0 0+0 0+2 0+0 0+0 0+2 0+0 0+0 | +11"6    |
| 4       | 2  | Russia Ekaterina Glazyrina Ol'ga Zajceva Ekaterina Šumilova Ol'ga Viluchina           | 1h08'40"0 16'30"3 17'06"8 18'04"1 16'58"8 | 0+0 0+7 0+0 0+1 0+0 0+2 0+0 0+3 0+0 0+1 | +29"0    |
| 5       | 3  | Germania Franziska Hildebrand Miriam Gössner Laura Dahlmeier Andrea Henkel            | 1h08'41"9 16'57"4 17'05"2 16'59"5 17'39"8 | 0+4 0+7 0+0 0+3 0+3 0+2 0+0 0+0 0+1 0+2 | +30"9    |
| 6       | 5  | Francia Anaïs Bescond Sophie Boilley Marie-Laure Brunet Marie Dorin                   | 1h08'47"7 16'42"9 17'41"7 17'23"3 16'59"8 | 0+4 0+9 0+0 0+3 0+2 0+1 0+2 0+2 0+0 0+3 | +36"7    |
| 7       | 8  | Bielorussia Nadzeja Skardzina Ljudmila Kalinčyk Nastassja Dubarėzava Dar″ja Domračava | 1h09'13"2 16'32"3 17'14"4 18'27"4 16'59"1 | 1+5 0+2 0+0 0+0 0+1 0+0 1+3 0+1 0+1 0+1 | +1'02"2  |
| 8       | 10 | Slovacchia Jana Gereková Anastasija Kuz'mina Martina Chrapánová Paulína Fialková      | 1h10'11"3 16'30"9 17'05"7 18'15"5 18'19"2 | 0+7 0+7 0+1 0+2 0+3 0+2 0+2 0+1         | +2'00"3  |
| 9       | 6  | Polonia Krystyna Pałka Magdalena Gwizdoń Monika Hojnisz Weronika Nowakowska           | 1h10'31"3 16'20"9 17'59"6 18'30"6 17'40"2 | 1+7 0+6 0+2 0+0 1+3 0+3 0+1 0+2 0+1 0+1 | +2'20"3  |
| 10      | 9  | Rep. Ceca Veronika Vítková Gabriela Soukalová Jitka Landová Barbora Tomešová          | 1h11'05"7 16'20"8 17'03"1 18'50"0 18'51"8 | 0+3 2+7 0+1 0+0 0+1 0+1 0+0 1+3 0+1 1+3 | +2'54"7  |
| 11      | 16 | Stati Uniti Annelies Cook Sara Studebaker Susan Dunklee Hanah Dressigacker            | 1h11'15"5 17'37"5 17'54"5 16'59"0 18'44"5 | 1+6 0+4 0+2 0+3 0+1 0+0 0+0 0+0 1+3 0+1 | +3'04"5  |
| 12      | 18 | Canada Rosanna Crawford Megan Heinicke Audrey Vaillancourt Zina Kocher                | 1h11'26"2 16'43"3 17'56"7 18'26"0 18'20"2 | 1+6 0+7 0+2 0+1 0+0 0+3 0+1 0+3 1+3 0+0 | +3'15"2  |
| 13      | 20 | Svizzera Elisa Gasparin Selina Gasparin Patricia Jost Aita Gasparin                   | 1h12'11"6 16'52"7 17'27"7 18'48"4 19'02"8 | 0+2 0+5 0+0 0+0 0+0 0+3 0+1 0+1         | +4'00"6  |
| 14      | 12 | Kazakistan Elena Xrwstaleva Darïya Wsanova Alïna Raykova Marïna Lebedeva              | 1h12'14"9 17'51"7 17'38"9 18'35"2 18'09"1 | 0+4 0+2 0+2 0+2 0+1 0+0 0+0 0+0 0+1 0+0 | +4'03"9  |
| 15      | 11 | Svezia Elisabeth Högberg Anna-Karin Strömstedt Elin Mattsson Ingela Andersson         | 1h12'26"8 16'34"4 18'48"9 18'14"1 18'49"4 | 0+1 1+7 0+0 0+0 0+1 1+3 0+0 0+2         | +4'15"8  |
| 16      | 19 | Cina Tang Jialin Zhang Yan Song Chaoqing Ma Wei                                       | 1h12'27"6 17'50"8 17'32"9 18'39"9 18'24"0 | 0+6 1+7 0+2 1+3 0+0 0+1 0+2 0+2 0+2 0+1 | +4'16"6  |
| 17      | 24 | Slovenia Teja Gregorin Andreja Mali Dijana Ravnikar Lili Drčar                        | 1h12'29"3 16'29"4 17'29"2 18'46"1 19'44"6 | 0+4 0+3 0+0 0+1 0+2 0+0 0+2 0+1         | +4'18"3  |
|         | 14 | Bulgaria Emilija Jordanova Nija Dimitrova Desislava Stojanova Stefani Popova          | a 1 giro 17'28"8 17'58"3 19'18"7          | 0+3 1+8 0+1 0+2 0+0 0+0 0+2 1+3 0+0 0+3 |          |
|         | 15 | Austria Iris Schwabl Romana Schrempf Katharina Innerhofer Lisa Hauser                 | a 1 giro 17'06"0 19'08"5 18'49"8          | 0+4 3+7 0+1 0+0 0+3 2+3 0+0 1+3 0+0 0+1 |          |
|         | 17 | Estonia Kadri Lethla Kristel Viigipuu Johanna Talihärm Grete Gaim                     | a 1 giro 17'15"2 18'50"4 18'34"7          | 0+2 0+8 0+0 0+2 0+0 0+3 0+0 0+2 0+2 0+1 |          |
|         | 22 | Finlandia Mari Laukkanen Sanna Markkanen Annukka Siltakorpi Kaisa Mäkäräinen          | a 1 giro 17'46"6 19'40"6 20'17"7          | 0+4 0+8 0+2 0+3 0+2 0+2 0+0 0+3 0+0 0+0 |          |
|         | 23 | Giappone Fuyuko Tachizaki Arisa Goshono Yuki Nakajima Itsuka Owada                    | a 1 giro 17'52"2 19'31"4 19'45"0          | 0+5 0+5 0+1 0+2 0+0 0+0 0+2 0+3 0+2 0+0 |          |
|         | 25 | Lituania Diana Rasimovičiūtė Natalija Kočergina Marija Kaznačenko Karolina Banel      | a 1 giro 17'22"2 19'45"1 20'26"9          | 3+8 1+8 0+0 1+3 2+3 0+2 1+3 0+1 0+2 0+2 |          |
|         | 21 | Corea del Sud Jo In-Hee Kim Seon-Su Park Ji-Ae Hwang Hye-Suk                          | a 1 giro 18'51"3 20'42"5 20'06"4          | 1+6 0+6 0+1 0+0 1+3 0+1 0+0 0+2 0+2 0+3 |          |
|         | 13 | Romania Réka Ferencz Éva Tófalvi Luminița Pişcoran Orsolya Tófalvi                    | DSQ 16'49"2 17'18"9 17'34"5 19'25"9       | 0+0 0+0 0+1 0+1 0+0 0+0 0+1 0+2         |          |